# 남성주부

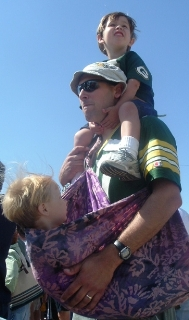

남성주부(Stay-at-home dad)는 자녀의 주된 양육자인 아버지로서, 일반적으로 가정의 주부이다. 여성에 해당하는 사람은 전업주부 또는 주부이다. 가족이 진화하면서 집에서 아빠가 되는 관행이 더욱 일반화되고 사회적으로 용인되게 되었다. 산업화 이전에는 가족이 하나의 단위로 함께 일하고 자급자족했다. 1830년대에 애정 기반 결혼이 등장하면서 부모는 자녀에게 더 많은 관심을 쏟기 시작했고 가족 관계는 더욱 개방적이 되었다. 산업 혁명과 함께 대량 생산이 가정용품 제조를 대체했다. 이러한 변화는 성이나 성별 역할을 지배하는 일반적인 규범과 결합되어 남자가 생계를 책임지고 어머니가 자녀를 돌보는 사람이 되도록 규정했다.
20세기 후반, 특히 서구 선진국을 중심으로 남성주부의 수가 점차 증가하기 시작했다. 가정 남편의 역할은 2000년대에 들어서면서 사회적으로 더욱 받아들여졌다. 하지만 이 역할은 많은 고정관념을 갖고 있으며 남성은 양육 혜택, 커뮤니티, 어머니를 대상으로 하는 서비스에 접근하는 데 어려움을 겪을 수 있다. 퓨 연구센터(Pew Research Center)가 발표한 2014년 보고서에 따르면 미국에서 전업주부인 남성이 200만 명에 달하는 것으로 나타났다. 남성주부는 특히 미국에서 2000년대에 미디어에서 더 자주 묘사되었다.

## 같이 보기
- 이중부담
- 남성주의
- 가족사회학
- 미스터 주부 퀴즈왕: 남성주부를 다룬 한국 영화.